# Canale Monterano
Canale Monterano là một đô thị ở tỉnh Roma, vùng Latium của Italia, nằm ở vị trí khoảng 40 km về phía tây bắc của Roma. 
Canale Monterano giáp các đô thị: Blera, Manziana, Oriolo Romano, Tolfa, Vejano.

## Các điểm tham quan
- Giardini Botanici di Stigliano
- Di tích của làng bị quân Pháp đốt vào thế kỷ 18.